# Stefan Stangl
Stefan Stangl (* 20. Oktober 1991 in Wagna) ist ein ehemaliger österreichischer Fußballspieler.

## Karriere

### Verein
Stangl begann seine Fußballerlaufbahn beim SV Lebring in der Steiermark 1998. Im Jahr 2001 wurde das Talent des Abwehrspielers erkannt und er wechselte in die Jugendabteilung des Bundesligisten SK Sturm Graz. Nach insgesamt acht Jahren in diversen Juniorenteams kam er im Sommer 2008 erstmals im Steirer-Cup bei den Amateuren der Blackies zum Einsatz. Sein Debüt in der Regionalliga Mitte gab Stangl am 2. Juni 2009 auswärts gegen den SC Weiz, als er durchspielte und das Spiel 2:4 verloren wurde. Im Team der Sturm Amateure standen zu diesem Zeitpunkt unter anderem die späteren Nationalspieler Daniel Royer und Florian Kainz. In dieser Saison kam er auf weitere zwei Einsätze. In der darauffolgenden Saison wurde Stangl bereits 26 Mal eingesetzt und konnte gegen den FC Pasching und den zwei kleinen Derbies gegen den Grazer AK drei Tore erzielen.
2011/12 wurde er in den Kader des damals amtierenden Meisters Sturm Graz unter Trainer Franco Foda aufgenommen. Sein Pflichtspieldebüt für die erste Mannschaft gab er am 26. Juli 2011 in der UEFA-Champions-League-Qualifikation im Auswärtsspiel gegen den FC Sestaponi aus Georgien. Stangl wurde in der 90. Minute für Florian Kainz eingewechselt. Das Spiel im Zentral-Stadion Sestaponi endete 1:1. Daraufhin folgte das Debüt in der höchsten österreichischen Spielklasse. Der linke Verteidiger spielte bei der 1:2-Auswärtsniederlage gegen die Wiener Austria am 24. September 2011 durch und konnte die zwischenzeitliche Führung durch Darko Bodul mit einem Weitschuss vorbereiten. Neben einem weiteren Einsatz im ÖFB-Cup für die erste Mannschaft, hatte er in der Europa League einen Einsatz gegen AEK Athen. Zusätzlich kam Stangl bei den Amateuren in der Regionalliga Mitte zum Einsatz. In der Winterpause 2012 wechselte er für die Frühjahrssaison in die Erste Liga zum SV Grödig und kam auf neun Einsätze. Im Sommer 2013 wechselte Stangl zum SC Wiener Neustadt in die Bundesliga. Im Sommer 2014 wechselte er zum SK Rapid Wien.
Zur Saison 2016/17 wechselte er zum FC Red Bull Salzburg, bei dem er einen bis Juni 2020 gültigen Vertrag erhielt. Im Jänner 2018 wurde er an den Ligakonkurrenten FK Austria Wien verliehen. Nach der Saison 2017/18 löste er seinen Vertrag bei Red Bull Salzburg auf.
Nach mehreren Monaten ohne Verein wechselte er im Februar 2019 in die Slowakei zum ŠK Slovan Bratislava, bei dem er einen bis Juni 2019 laufenden Vertrag erhielt. Mit Slovan wurde er zu Saisonende Meister der Fortuna liga. Nach der Saison 2018/19 verließ er den Verein jedoch nach nur einem Einsatz.
Nach erneut einem halben Jahr ohne Verein wechselte er im Jänner 2020 zurück nach Österreich zum SKN St. Pölten, bei dem er einen bis Juni 2021 laufenden Vertrag erhielt. Im Juni 2020 lösten die Niederösterreicher seinen Vertrag nach nur zwei Einsätzen wieder auf. Nach rund einem Monat ohne Verein wechselte er im Juli 2020 nach Deutschland zum Drittligaaufsteiger Türkgücü München. Zur Saison 2021/22 wechselte er innerhalb der 3. Liga zum SV Wehen Wiesbaden, bei dem er einen bis Juni 2022 laufenden Vertrag erhielt. Für Wehen kam er insgesamt zu fünf Einsätzen. Im Jänner 2022 wurde sein Vertrag in Wiesbaden aufgelöst.
Nach einem Jahr ohne Verein kehrte Stangl im Februar 2023 nach Österreich zurück und schloss sich dem sechstklassigen USC Muckendorf/Zeiselmauer an, wo er anschließend seine Karriere beendete.

### Nationalmannschaft
Im August 2016 wurde er erstmals in den Nationalkader berufen. Im November 2016 debütierte er im Nationalteam, als er in einem Testspiel gegen die Slowakei in Minute 69 für Markus Suttner eingewechselt wurde.

## Verurteilung wegen schweren gewerbsmäßigen Betrugs
Im Jänner 2025 wurde Stangl vom Wiener Landesgericht wegen schweren gewerbsmäßigen Betrugs und Veruntreuung zu einer zweijährigen Haftstrafe, davon sechs Monate unbedingt, verurteilt. Nach dem Ende seiner aktiven Karriere im Fußball hatte er mehrere Personen, darunter den Rapid-Spieler Guido Burgstaller, mit falschen Versprechungen auf lukrative Investitionen in Kryptowährungen und Luxusuhren betrogen. Die Schadenssumme belief sich auf etwa 250.000 Euro. Stangl wurde im Juli 2024 in Deutschland festgenommen und nach Österreich ausgeliefert. Vor Gericht legte er ein umfassendes Geständnis ab. Die Staatsanwaltschaft gab keine Erklärung ab, das Urteil ist daher nicht rechtskräftig.

## Erfolge
- Österreichischer Meister: 2017, 2018
- Österreichischer Cupsieger: 2017
- Slowakischer Meister: 2019